# San Pedro de la Roca
Castillo de San Pedro de la Roca (taktéž Castillo del Morro) je pevnost na předměstí Santiago de Cuba.
Byla vystavěna na počátku 17. století, hlavním architektem byl Ital Battista Antonelli. Hlavním účelem stavby bylo chránit přístav v Santiagu před útoky pirátů i korzárů jiných národností.

V roce 1622 pevnost poničila anglická vojska pod vedením sira Christophera Myngse. Pevnost je charakterizována množstvím zvedacích mostů. V podzemí se nachází žaláře.
V roce 1997 byla pevnost zapsána na seznam světového dědictví UNESCO.